# Széles László
Széles László (Fehérgyarmat, 1966. november 15. –) Jászai Mari-díjas magyar színész. Testvére Széles Zita színésznő.

## Életpályája
Főiskolai tanulmányait 1990-ben fejezte be a Színház- és Filmművészeti Főiskolán. 1990–1994 között a Radnóti Miklós Színházban játszott. 1994–1997 között az Új Színház színésze volt. 1997–2000 között a Bárka Színházban szerepelt. A 2003–2004-es évadban az egri Gárdonyi Géza Színház, 2004–2010 között pedig az Örkény István Színház tagja volt. Gyakran szinkronizál.

### Magánélete
Évekig kapcsolatban élt Udvaros Dorottya színésznővel. 2008-ban született Mezei Kingával közös fiuk, Széles Gergő Mátyás.

## Díjai, elismerései
- Jászai Mari-díj (2002)
- Arlecchino-díj: legjobb férfi alakítás (2007)

## Színházi szerepei
- Örkény István: Tóték....Tót
- Schönberg: A nyomorultak....Utas
- Brecht: Kurázsi mama és gyermekei....Egy paraszt; Zászlós; Katona
- Mann: Kék angyal....Ertzum
- Bíró Lajos: Hotel Imperial....Fredriksen báró
- Lessing: Minna von Barnhelm....Tellheim
- Nagy Ignác: Tisztújítás....Tornyai
- Molière: Tartuffe avagy a képmutató....Tartuffe
- Kisfaludy Károly: A kérők....Károly
- Milne: Micimackó....Tigris
- Molière: A képzelt beteg....Purgó
- Gore: Fame....
- Füst Milán: Az árvák....Jancsó Tibor
- Strindberg: Bertha és Axel....Willmer
- Pörtner: Hajmeresztő....Mike Thomas
- Crowley: Fiúk a csapatból....Emory
- Goethe: Clavigo....Beaumarchais
- Marivaux: Állhatatlan szeretők....Trivelin
- Strauss: Az idő és a szoba....Teljesen ismeretlen férfi
- Csányi János: A játék....Bill
- Molière: A fösvény....Cleante
- Tábori György: Jubileum....Jürgen
- Szép Ernő: Vőlegény....Rudi
- Brecht: Jó embert keresünk....Pilóta
- Kleist: Homburg herceg....Hohenzollern gróf; Friedrich Wilhelm
- Szép Ernő: Patika....Jegyző úr
- Labiche: Gyilkosság villásreggelivel....Mistingue
- Dorst-Ehler: Merlin avagy a puszta ország....Sir Lancelot
- Csehov: Ivanov....Borkin
- William Shakespeare: Hamlet....Laertes
- Beaumarchais: Figaro házassága, avagy egy őrült nap....Figaro
- Kiss Csaba: Shakespeare király drámák avagy, ritkán hagyja el dögben rakott sejtjét a méh....Anna
- García Lorca: Don Cristobal és Donna Rosita tragikomédiája....Curritó
- Tasnádi István: Titanic vízirevü....Ritter Dénes
- Monnot: Irma, te édes!....Nestor
- Hampton: Filantróp/Emberbarát (átdolgozás)....Braham
- Csehov: Cseresznyéskert....Lopahin
- Akutagava Rjúnoszuke: A vihar kapujában....Favágó
- Marber: Egymásban....Larry
- Szirmai Albert: Mágnás Miska....Miska lovász
- Kárpáti Péter: Nick Carter avagy végső leszámolás Dr. Quartzcal....Quartz
- Gogol: A revizor....Ivan Alekszandrovics Hlesztakov
- William Shakespeare: Othelló, a velencei mór....Jago
- Carlo Goldoni: A kávéház....Don Marzio
- Hamvai Kornél: Pokol....Eric
- Walser: King Kong lányai....Rolfi
- Carlo Goldoni: Virgonc hölgyek, avagy a rózsaszín kokárda....Odoardo lovag
- Jacobi-Szirmai: Otelló Gyulaházán....Barnaky László
- Csehov: Három nővér....Versinyin
- Molière: Gömböc úr....Gömböc úr
- Csehov: Sirály....Trigorin
- Brecht: A filléres opera....Késes Mackie
- Kárpáti Péter: Első éjszaka avagy utolsó. Mit tett Umáma Átikával? Avagy a szerelem megszállott rabjának története....Borbély
- Lermontov: Álarcosbál....Jevgenyij Alekszandrovics Arbenyin
- Schimmelpfennig: Nő a múltból....Frank
- Molnár Ferenc: Liliom, egy csirkefogó élete és halála....Liliom
- Tasnádi István: Finito....Dr. Juhos Buda
- Szép Ernő: Kávécsarnok....Alajos
- Szép Ernő: Tűzoltó....Tűzoltó
- Csehov: Apátlanul....Mihail Vasziljevics Platonov
- Kárpáti Péter: Búvárszínház....Máhr
- Várady-Réz: Nyugat 2008-1908....
- Bunuel: Az öldöklő angyal....Leandro
- Feydeau: A hülyéje....Vatelin
- Crouch-McDermott-Hoffmann: Jógyerekek képeskönyve....Anyusunk
- Máthé Zsolt: Virrasztó éji felleg....
- Brecht: Kaukázusi krétakör....Acdak
- Ödön von Horváth: Kasimir és Karoline....Merkel Franci; Liliputi
- Kaurismäki-Murger: Bohémélet....Rodolfo
- Loewe: My fair lady....Higgins professzor
- Lázár Ervin: Szegény Dzsoni és Árnika....Mesélő
- Raymond Fitzsimons-Széles László: Kean - a színész (monodráma).....Edmund Kean

## Filmjei
- A vizsga (2011)
- Cathrine magánélete (2010)
- A bárány utolsó megkísértése (2007)
- Mansfeld (2006)
- Csaó bambinó (2005)
- Sobri (2002)
- Üvegtigris (2001)
- Családi album (2001)
- A fiú naplójából (1997)
- Fidelio (1991)
- 1000-szer Júlia

## Szinkronszerepei

### Sorozatok
- Dallas: Matt Cantrell - Marc Singer
- Savannah: Travis Peterson/Nick Corelli - George Eads
- Szívtipró gimi: Nicolas 'Nick' Poulos - Alex Dimitriades
- Nikita a bérgyilkosnő: Michael Samuelle, 'Jacques' - Roy Dupuis
- Elképesztő övezet: Remy McSwain - Tony Crane
- Lángoló part: Michael Courteney - Jason Connery
- Az elveszett ereklyék fosztogatói: Nigel Bailey - Christien Anholt
- Lost – Eltűntek: Dr. Jack Shephard - Matthew Fox
- Dolmen: Lucas Fersen - Bruno Madinier
- Vad angyal: Sergio Costa Junior - Diego Ramos
- A csillagjegyek ura: Mathias Rousseau - Yannis Baraban
- Spartacus: Vér és homok: Spartacus - Andy Whitfield
- Kisvárosi gyilkosságok – A véres nyereg: Adam Burbage – Daniel Ryan
- Odaát: Castiel - Misha Collins
- Airwolf: Stringfellow Hawke - Jan-Michael Vincent
- Modern család: Phil Dunphy - Ty Burrell
- Hatalom és szenvedély: Kane Edmonds – Julian McMahon

### Filmek
- Hófehérke és a hét törpe: Herceg
- True Lies – Két tűz között: Aziz - Art Malik
- Drágán add az életed!: Hans Gruber - Alan Rickman
- Elizabeth: III. Henrik francia király - Vincent Cassel
- Irány Eldorádó: Miguel
- 27 idegen igen: George - Edward Burns
- Nem látni és megszeretni: Walter Davis - Bruce Willis
- A sötét lovag: Harvey Dent - Aaron Eckhart
- Bérgyilkos a szomszédom: dr.Nicholas 'Oz' Ozeransky - Matthew Perry
- Ponyvaregény: Vincent Vega - John Travolta
- A csúf igazság: Mike Chadway - Gerard Butler
- Kispályás szerelem: George Dryer - Gerard Butler
- Ördögi út a boldogsághoz: Jabez Stone - Alec Baldwin

## Hangjáték
- Lét s nemlét, írók, irodalom - Cholnoky Viktor három jelenete (1995)
- Péterfy Gergely: A vadászgörény (2003)
- Házas-játék - Háy János rádiómonológjai (2007)
- Csender Levente: Szűnőföldem (Rádiószínház, rádióra alkalmazta-rendezte: Kőrösi Zoltán, 2012)[6]
- Sultz Sándor: Retró (2012)
- Víg Balázs: Három bajusz gazdát keres (2012) - Kunkori koma
- Huncik Péter: Határeset (2013)